# Милове (Білопільський район)
Милове — колишнє село в Україні, у Білопільському районі Сумської області. Підпорядковувалось Павлівській сільській раді.

## Географічне розташування
Милове знаходиться на відстані 1 км від сіл Олексенки та Павлівка. Біля села знаходиться велике торф'яне болото.

## Історія
Станом на 1988 рік в селі проживало 20 людей. 2001 року Сумська обласна рада зняла село з обліку.